# Преобразование последовательностей
Преобразование последовательностей — оператор, действующий на пространстве последовательностей. Преобразование последовательностей включает в себя такие понятия, как свёртка одной последовательности с другой, их суммирование и биномиальные преобразования, а также преобразования Мёбиуса и Стрилинга. Преобразования последовательности могут использоваться для ускорения сходимости ряда.

## Определение
Пусть дана последовательность {\displaystyle S=\{s_{n}\}_{n\in \mathbb {N} }.} Её преобразование обозначается {\displaystyle \mathbf {T} (S)=S'=\{s'_{n}\}_{n\in \mathbb {N} },} где
{\displaystyle s_{n}'=T(s_{n},s_{n+1},\dots ,s_{n+k}),}
причём и {\displaystyle s_{n}}, и {\displaystyle s'_{n}} являются либо вещественными, либо комплексными числами. Также можно в общем случае считать их элементами векторного пространства.
Преобразованная последовательность {\displaystyle s'_{n}} сходится быстрее, чем {\displaystyle s_{n}}, если
{\displaystyle \lim _{n\to \infty }{\frac {s'_{n}-\ell }{s_{n}-\ell }}=0,}
где
{\displaystyle \ell } — предел сходящейся последовательности {\displaystyle S}.
Если отображение {\displaystyle T(s)} линейно по каждому своему аргументу, то есть если
{\displaystyle s'_{n}=\sum _{m=0}^{k}c_{m}s_{n+m},}
для некоторых констант {\displaystyle c_{0},\cdots ,c_{k}}, то преобразование {\displaystyle T(s)} называется линейным преобразованием последовательности. Если это условие не соблюдается, то преобразование называется нелинейным.

## Примеры
- Биномиальные преобразования;
- преобразования Мёбиуса;
- преобразования Шанка[англ.];
- Дельта-квадрат преобразование Айткена[англ.].